# Sven Dalsgaard
Sven Dalsgaard Jensen (født 29. maj 1914 i Vorup ved Randers, død 22. januar 1999 i Randers) var en dansk billedkunstner.
Dalsgaard tilhørte overvejende modernismen, om end han en overgang også lod sig inspirere af naturalismen og surrealismen. Hans værker bærer ofte klart præg af symbolik. Han debuterede i slutningen af 1920'erne og lavede sine sidste billeder i efteråret 1998. Han tog mange af den internationale avantgardismes udtryksformer til sig, men udfoldede dem med sit helt eget karakteristiske udtryk.
Sven Dalsgaards kunst er i dag at finde på en lang række danske kunstmuseer og malerisamlinger. Randers Kunstmuseum har 1.200 af hans værker og dermed landets største samling, ligesom museet har oprettet et arkiv om kunstneren. Caféen i musik- og teaterhuset Værket i Randers er desuden opkaldt efter kunstneren.

## Ekstern henvisning
- Sven Dalsgaard på Kunstindeks Danmark/Weilbachs Kunstnerleksikon